# Маргарета Баварска (1480 – 1531)
Вижте пояснителната страница за други личности с името Маргарета Баварска.
Маргарета Баварска (на немски: Margarete von Bayern, Margarete von Landshut; * 1480, Бургхаузен; † 1531, Нойбург на Дунав) от фамилията Вителсбахи, е абатеса на бенедиктинския манастир Нойбург на Дунав (1509 – 1521).

## Живот
Маргарета е втората дъщеря на херцог Георг Богатия (1455 – 1503) от Бавария-Ландсхут и съпругата му Ядвига Ягелонка (1457 – 1502).
Плановете за женитба с ландграф Вилхелм III от Хесен не се осъществяват и тя влиза на 13 години в доминиканския манастир Алтенхоенау. След Ландсхутската наследствена война (1503 – 1505), през която Алтенхоенау попада на Бавария-Мюнхен, тя бяга във Васербург. През 1506 г. тя отива в бенедиктинския манастир Нойбург, където след три години става абатеса. След дванадесет години тя напуска службата през 1521 г., но остава в Нойбург.
Умира през 1531 г. като последен член на линията Бавария-Ландсхут и е погребана в манастира.